# Super Xuxa contra Baixo Astral
Super Xuxa Contra Baixo Astral é um filme brasileiro de 1988 do gênero fantasia escrito e dirigido por Anna Penido.

## Sinopse
Xuxa convoca as crianças para colorir muros pichados na cidade, promovendo um espírito de criatividade e união. Enquanto isso, Baixo Astral, um ser demoníaco mal-humorado que vive nos esgotos, decide se vingar dela sequestrando seu cachorro, Xuxo. Em sua busca para resgatar o amigo, Xuxa acaba entrando em uma dimensão paralela chamada Alto Astral.
Entre os personagens dessa aventura, encontramos Rafa, um garoto que também é sequestrado por Baixo Astral e se vê no centro dos planos do vilão. Titica e Morcegão, os capangas de Baixo Astral, sentem ciúmes da atenção que Rafa recebe. Junto a Xuxa, está Xixa, uma lagarta cigana e preguiçosa que, durante a jornada, se transforma em uma borboleta. Por último, Vovó Cascadura, uma cágada especialista em literatura, adiciona sabedoria e humor à história, ajudando Xuxa em sua missão.

## Elenco
- Xuxa Meneghel ... Super Xuxa
- Guilherme Karan ... Baixo Astral
- Jonas Torres ... Rafa
- Roberto Guimarães ... Morcegão
- Paolo Pacelli ... Titica
- Henriqueta Brieba ... Vovó Cascadura
- Luiz Carlos Tourinho ... Pássaro da Árvore da Consciência

### Dubladores dos bonecos
- Nair Amorim ... Xuxo
- Sandra de Sá ... Almofadona

### Crianças no clipeArco-Íris
- Duda Esteves

## Produção
Produzido em 1988 pela Dreamvision, em coprodução com a Diler & Associados e a Movie Rio, e com produção executiva de Lael Rodrigues — conhecido por seu trabalho em Bete Balanço —, o filme marcou o início da parceria entre o produtor Diler Trindade e Xuxa, que resultou em sucessos como Lua de Cristal (que atraiu 5 milhões de espectadores em 1990) e, mais recentemente, Xuxa Gêmeas. Lançado nos cinemas em 30 de junho de 1988, o filme teve distribuição pela Luís Severiano Ribeiro e Columbia Pictures, com 93 cópias em exibição.
Dirigido por Anna Penido, o filme contou com a colaboração de David Sonneschein como codiretor, embora seu nome não tenha sido creditado. Penido também escreveu o roteiro com a ajuda de Antonio Calmon. O filme enfrentou controvérsias, sendo acusado de plágio em relação a Labyrinth, de Jim Henson, lançado dois anos antes. Este foi o último trabalho creditado de Lael Rodrigues, que faleceu de pancreatite aguda no ano seguinte.

## Recepção

### Bilheteria
O filme estreou durante as férias de inverno de 1988 e recebeu uma resposta entusiasmada do público. Para sua estreia, formou um dos maiores circuitos exibidores do Brasil, com cerca de 90 cinemas em todo o país. Na primeira semana de exibição (de 30 de junho a 6 de julho), segundo a Dreamvision, o filme arrecadou Cz$ 106,040 milhões, atraindo 482 mil espectadores.  Essa performance o colocou como o terceiro filme mais visto de 1988, com um orçamento estimado em US$ 1 milhão.

### Critica
A resposta crítica ao filme foi mista. Alguns elogiavam sua criatividade, enquanto outros apontaram um excesso de merchandising e uma narrativa fraca. A Folha de S.Paulo destacou que "[a] história é fantasiosa e maniqueísta". Três anos após o lançamento, o filme foi incluído no guia Vídeo Infantil da coleção Guias Práticos Nova Cultural, onde recebeu uma estrela, indicando uma avaliação "fraca". A resenha mencionou: "Recheada de efeitos especiais, esta aventura inspirada em A História sem Fim fez sucesso graças à presença de Xuxa, que encanta as crianças".
Anos depois, o site britânico The Spinning Image, que se dedica a resenhas de filmes obscuros e cult, trouxe uma visão mais positiva. Andrew Pragasam comentou que, embora o filme seja simplista (considerando que é uma produção infantil), a mensagem central de que a educação é fundamental para que os jovens superem a opressão e alcancem a verdadeira liberdade é "tão potente quanto entusiasmante". Ele acrescentou que a entrega dessa mensagem na forma de uma música pop interpretada por uma carismática supermodelo é um bônus.

### Lançamento internacional
O filme foi lançado na Argentina sob o título Super Xuxa Vs. Bajo Astral. Nos Estados Unidos, cópias não autorizadas foram exibidas em festivais de cinema underground com o nome de Super Xuxa Vs. Satan (Super Xuxa Versus Satanás).

## Legado
De acordo com o historiador gaúcho Bruno de Oliveira da Silva, autor do estudo intitulado "O Brasil em 'Baixo Astral': o Cenário Nacional da Década de 1980 Retratado por 'Super Xuxa'", publicado na Revista Temática do Núcleo de Arte, Mídia e Informação Digital (NAMID) da Universidade Federal da Paraíba (UFPB), o filme teve um orçamento de 1,5 milhão de dólares. Com a inflação do dólar em janeiro de 2020, esse valor equivalia a aproximadamente R$ 14,7 milhões de reais, tornando-o a produção cinematográfica brasileira mais cara da década de 1980.
O estudo também destaca que as reflexões promovidas pelo filme permanecem relevantes mesmo após três décadas. Um exemplo é a questão da caça ilegal dos botos-cor-de-rosa, que, após anos de exploração intensa, levou a espécie a ser incluída na lista vermelha de espécies em risco de extinção da IUCN (International Union for Conservation of Nature). Além disso, o estudo menciona a situação da desinformação no Brasil, que, embora tenha reduzido o número total de pessoas analfabetas, ainda conta com 38 milhões de analfabetos funcionais, segundo dados de 2018 do INAF (Índice Nacional de Alfabetismo Funcional).